# Most (ciudad)
Most es una ciudad de la República Checa, capital del distrito homónimo en la región de Ústí nad Labem.
En 2017 tiene 66 768 habitantes. Comprende ocho subdivisiones: Most, Starý Most, Čepirohy, Komořany, Rudolice, Souš, Velebudice y Vtelno.
El topónimo de la ciudad significa literalmente "puente". Es un importante centro de la industria pesada.
Se ubica unos 30 km al suroeste de Ústí nad Labem.

## Galería

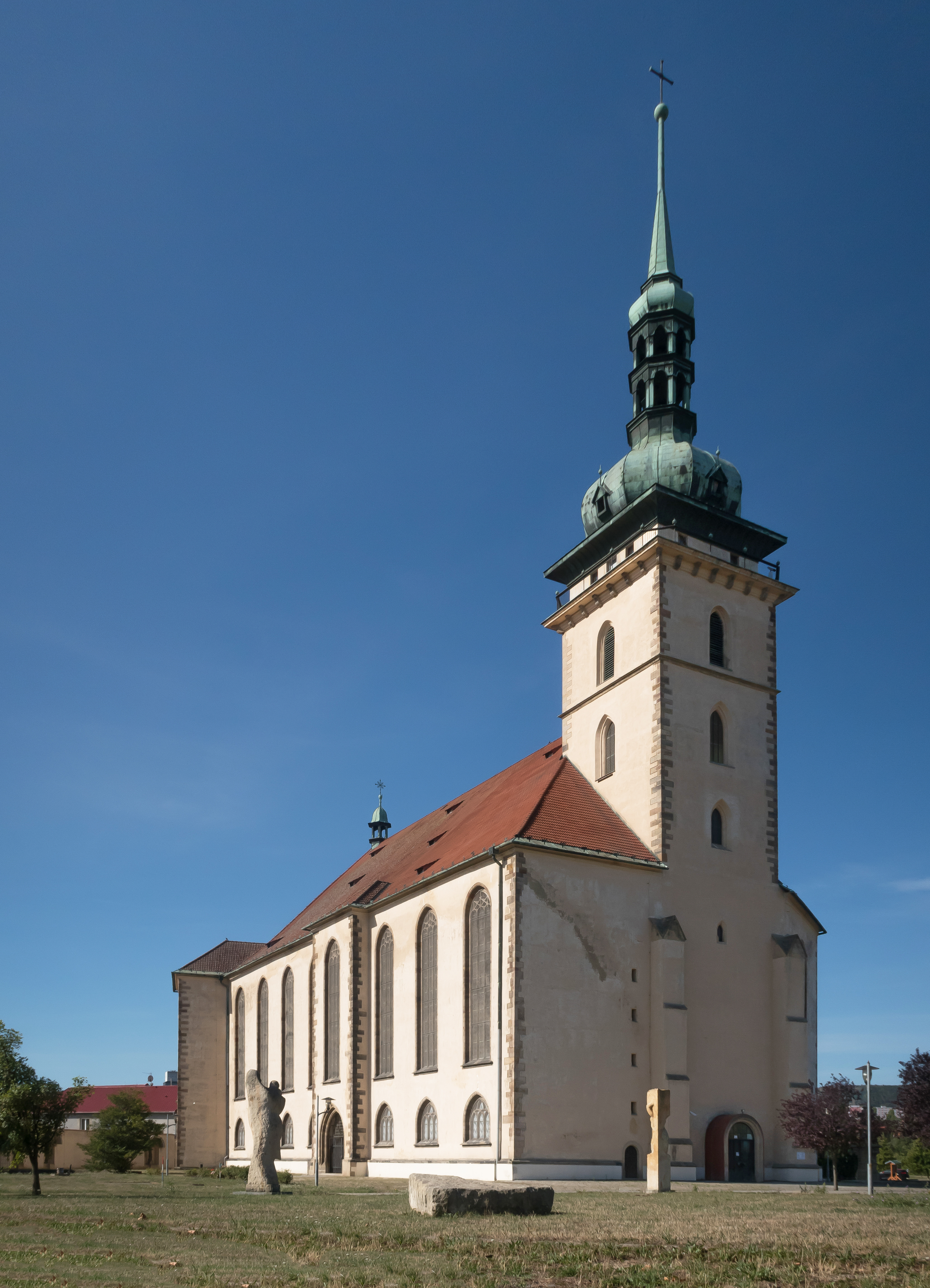
La iglesia: kostel Nanebevzetí Panny Mari
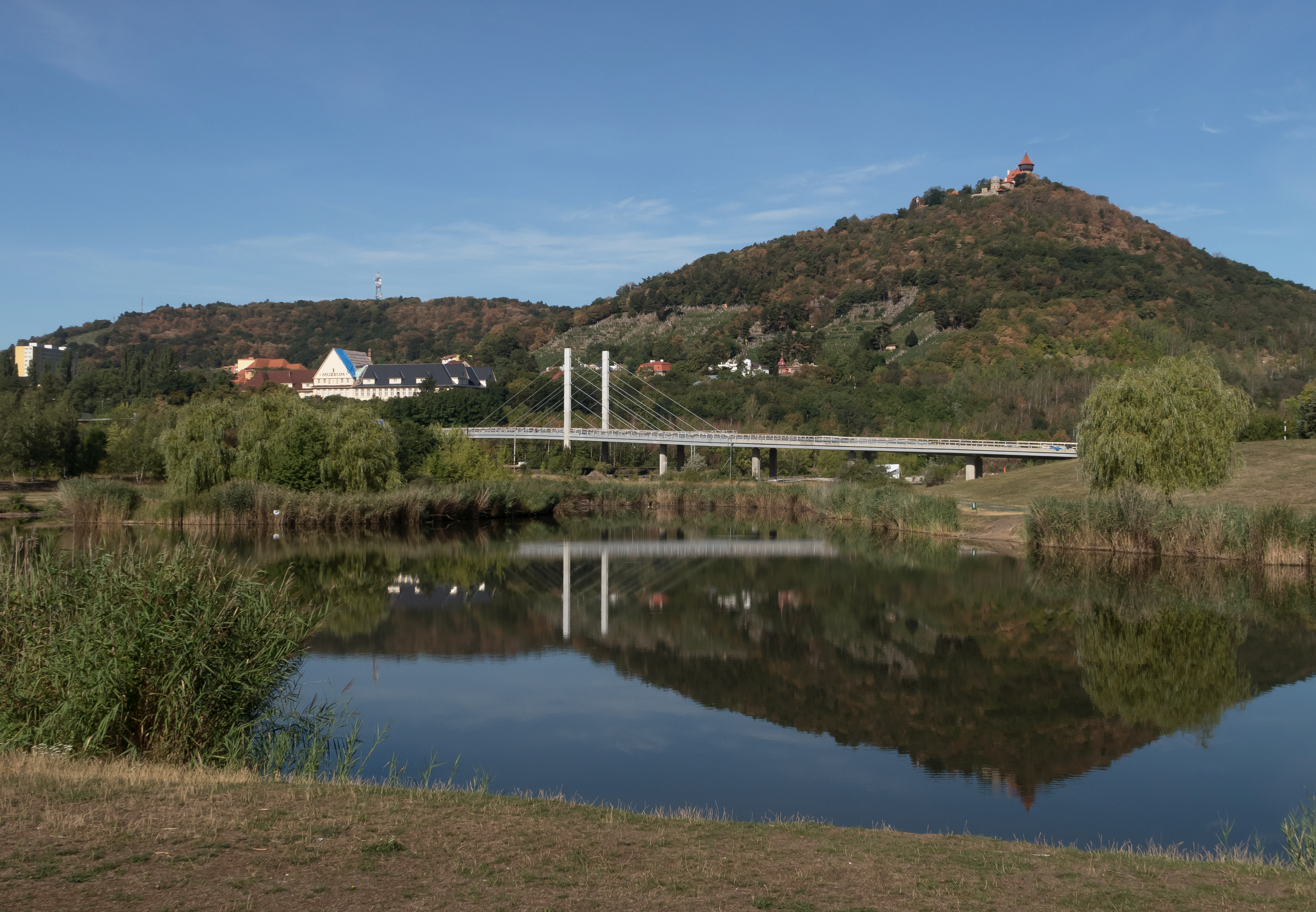
El castillo (Hrad Hněvín) desde la iglesia
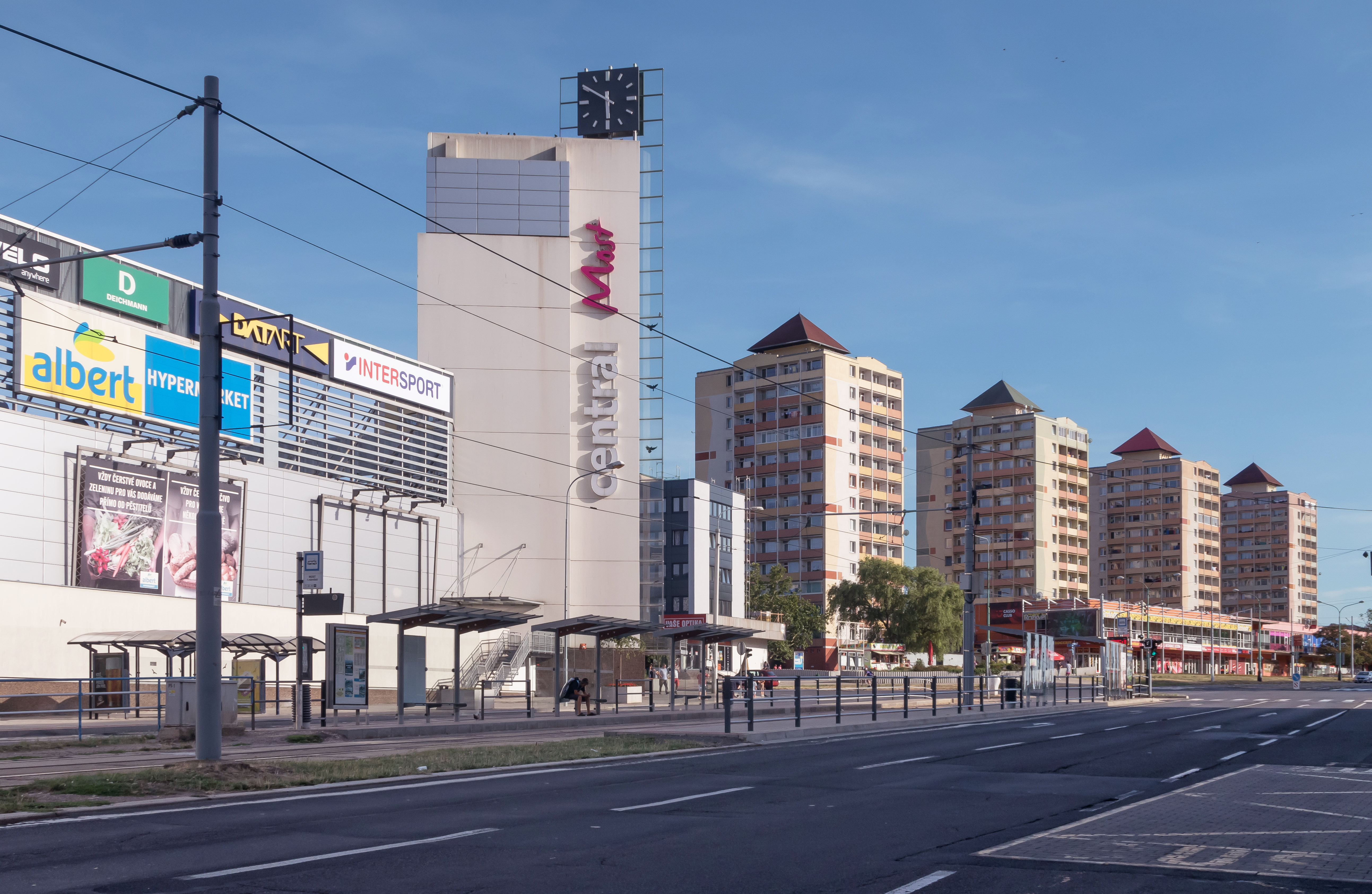
Vista de calle (Budovatelů)
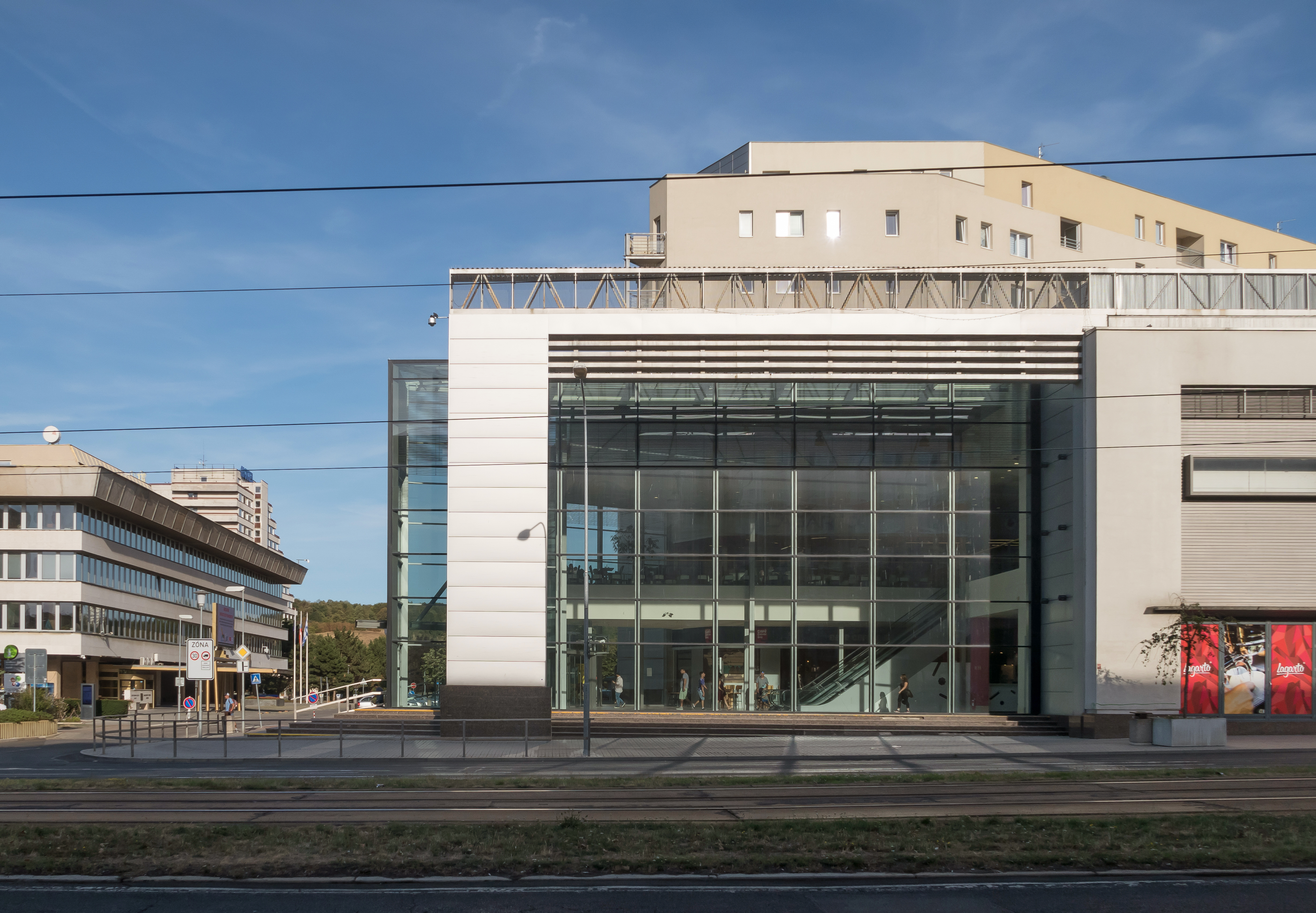
La entrada del centro comercial Central
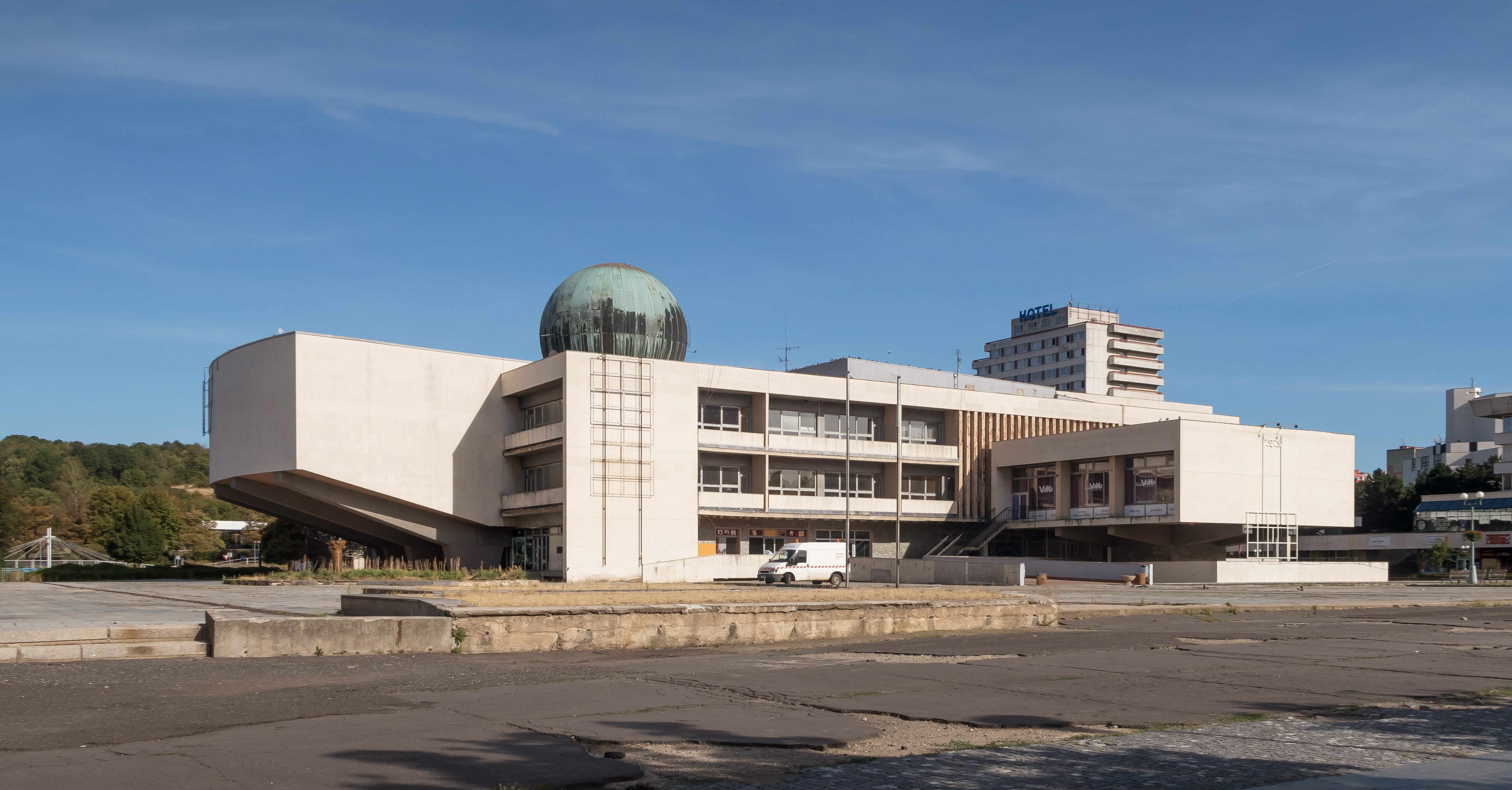
El planetario de Most
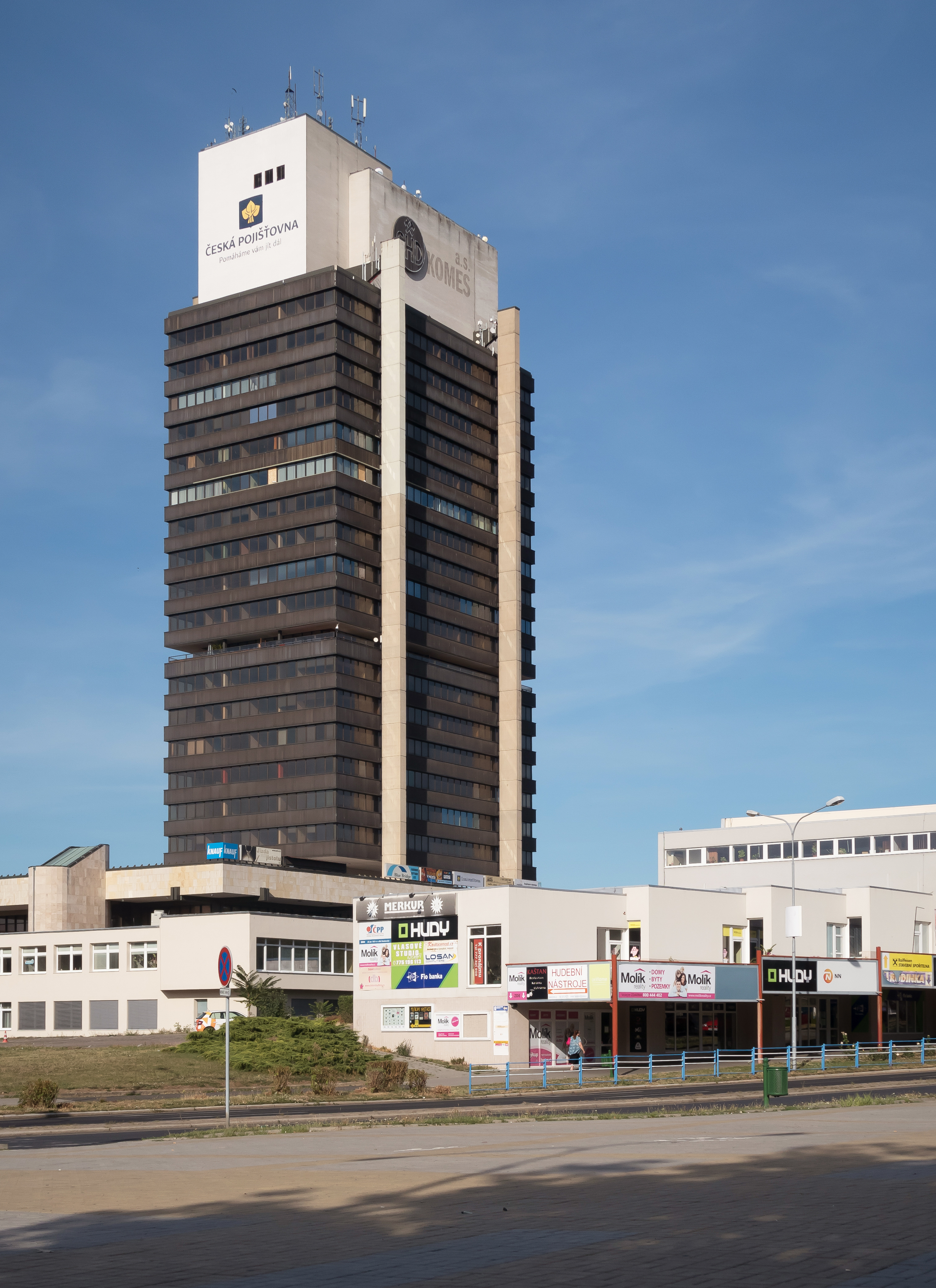
El edificio comercial: SHD Komes (lignito)

## Personalidades
- Jiri Balas (1938-1969), fotógrafo
- Judita Cerovska, cantante de música popular
- Emil Julis, poeta, receptor del Premio de poesía de la ciudad de Most
- Edward Kelley, alquimista y estafador inglés del siglo XVI, falleció, como recluso, en el castillo Hnevin de la ciudad
- Eva Oumramova, poetisa y escritora del siglo XX